# Stora Gissletjärnen
Stora Gissletjärnen är tillsammans med den tidigare Lilla Gissletjärnen en uppdämd sjö i Bollebygds kommun i Västergötland och ingår i Rolfsåns huvudavrinningsområde. Sjön är 14,5 meter djup, har en yta på 0,132 kvadratkilometer och befinner sig 167,6 meter över havet.

## Delavrinningsområde
Stora Gissletjärnen ingår i det delavrinningsområde (640403-131005) som SMHI kallar för Mynnar i Rolfsån. Medelhöjden är 167 meter över havet och ytan är 3,59 kvadratkilometer. Räknas de 10 avrinningsområdena uppströms in blir den ackumulerade arean 29,89 kvadratkilometer. Gisselån som avvattnar avrinningsområdet har biflödesordning 2, vilket innebär att vattnet flödar genom totalt 2 vattendrag innan det når havet efter 67 kilometer. Avrinningsområdet består mestadels av skog (86 %). Avrinningsområdet har 0,38 kvadratkilometer vattenytor vilket ger det en sjöprocent på 10,4 %.